# Microcharon kirghisicus
Microcharon kirghisicus är en kräftdjursart som beskrevs av Jankowskaya 1964. Microcharon kirghisicus ingår i släktet Microcharon och familjen Microparasellidae. Inga underarter finns listade i Catalogue of Life.